# モラージュ菖蒲
モラージュ菖蒲（モラージュしょうぶ）は、埼玉県久喜市菖蒲町菖蒲の国道122号騎西菖蒲バイパス沿いに立地する大型ショッピングモール。2008年（平成20年）11月28日開業。

## 概要
双日新都市開発が各地で運営するショッピングモール「モラージュ」の最大規模の店舗。ヨークマートを核店舗とし、埼玉県初出店の109シネマズなど、約250店舗を擁する。開業当時のキャッチフレーズは「三ツ星マークの毎日でいこう」。
店舗面積9万m2、テナント数250店で、当時の埼玉県内で2番目に規模の大きいショッピングセンターとしてオープンした。郊外で駅から遠いなどの立地の悪さや、リーマンショックの影響でテナント集めに苦労したが、2008年11月28日に、ほぼ計画通りの250店でオープンした。また久喜市内と近隣には複合商業施設が多数立地することや、前述する公共交通の便が悪いことから、週末のイベントを増やしたり、最寄り駅からの交通アクセスを改善するなど企業努力が続いている。2013年4月12日、敷地東側に別棟が完成し、大手衣料品専門店（ユニクロ）がオープン。2013年5月10日さらなる資産の効率性向上を目指し、マンゴスチン特定目的会社に譲渡された。なおSC運営は引き続き双日新都市開発がプロパティマネジメント会社として運営を継続している。なお、2014年に双日新都市開発が関連会社の双日商業開発へショッピングセンター事業を承継したことに伴い、施設管理者は双日商業開発となった。

## 主なテナント
核店舗はヨークマートフードセントラル。1階の南側ヨークマート周辺は惣菜や高級輸入食材などの嗜好品関連のテナント、ドラッグストアなど健康関連のテナントが集結している。また1階の北側の7番街周辺は子育て支援にふさわしいテナントが集約されている。安心して買い物が出来るよう、 屋内遊園地、子供服専門店、玩具専門店などが立地している。また3階の4番街に託児所がある（閉鎖済み）。2階はファミリー向け、紳士向け、婦人向けの衣料品専門店とスポーツショップ、個性的な専門店として農産物直売所がある。サービス関係のショップは1階と2階と3階にリラクゼーション店舗が、2階と3階に携帯電話ショップと家電量販店が、3階に旅行代理店と医療機関が、エンターティーメントでは3階に書店（2階に移転済み）音楽・映像ソフト販売ショップ、 開店当時としては大型ショッピングセンターへ初出店となるアニメショップなどが集結する。また埼玉県利根地域の商業施設では唯一のラジコンコースが3階に存在していた。
出店テナントの全店の一覧・詳細情報は公式サイト「ショップリスト」を、施設内のサービスや営業時間の詳細は公式サイト「施設案内」を参照。

### 閉店したテナント
- HMV（2010年11月30日で閉店。3階303区画）[23]
- アイメガネ（2011年8月31日で閉店。3階356区画）[24]

## 隣接地
店舗周辺の菖蒲北部地区は国道122号沿いのため、物流施設や工場などの開発が進んでいる。川越栗橋線の反対側には フォレオ菖蒲などの商業施設が、建物裏手にはホームセンタームサシ等の商業施設や久喜市菖蒲バスターミナルが、122号線の反対側には中央物産久喜ロジスティクスセンター、トランコム久喜ロジスティクスセンターなどの物流施設や 日本瓦斯関東中央支店などの工場などが立地している。また敷地から1km離れた菖蒲町三箇地内にはNHK菖蒲久喜ラジオ放送所が立地している。